# Stürmische Leidenschaft
Stürmische Leidenschaft ist eine Verfilmung des Romans Wuthering Heights (dt. Titel u. a.: Sturmhöhe) von Emily Brontë.

## Handlung
Für eine Inhaltsangabe des Romans siehe: Sturmhöhe

### Intro
Emily Brontë, die Erzählerin – dargestellt von Sinéad O’Connor – geht zur Ruine von Wuthering Heights und beginnt dort aus dem Off die Geschichte zu erzählen:
1801: Ein Reiter nähert sich in schlechtem Wetter dem Haus Wuthering Heights und wird von einem alten Diener eingelassen. Bei dem Ankömmling handelt es sich um Lockwood, den neuen Pächter des Hauses Thrushcross Grange. Der Hausherr Heathcliff empfängt den Besucher unfreundlich. Es wird bereits dunkel, doch Heathcliff gibt zu verstehen, dass er keinen Gast haben will. Er lässt Lockwood allein in der Diele zurück.
Heathcliffs Schwiegertochter Catherine zeigt Lockwood heimlich ein unbenutztes Zimmer im oberen Stock. Dort legt sich Lockwood in ein altes verstaubtes Bett zum Schlafen. In der Nacht wird er von einem Klopfen am Fenster geweckt. Er erblickt eine Geistererscheinung draußen vor dem Haus und beginnt zu schreien. Heathcliff und seine Schwiegertochter eilen herbei. Lockwood kann nur stammeln, dass das Gesicht der jungen Catherine der Geistererscheinung glich.
Die Erzählerin setzt fort, dass Lockwood auf eine alte Geschichte gestoßen sei, die etwa dreißig Jahre vor seiner Ankunft begann.

### Die Kindheit von Cathy und Heathcliff
1771: Der alte Earnshaw, Besitzer des Hauses Wuthering Heights, kommt von einer Reise nach Liverpool heim und bringt ein verwahrlostes Findelkind mit. Er nennt den Jungen Heathcliff und lässt ihn wie seinen Sohn aufwachsen. Die Tochter Cathy freundet sich bald mit Heathcliff an, der Sohn Hindley hasst und quält seinen vermeintlichen Konkurrenten. Die Magd Ellen Dean („Nelly“) ist eine Ersatzmutter für Heathcliff.

### Die Zeit unter Hindley
Nach Mr. Earnshaws Tod wird Hindley, inzwischen verheiratet, der neue Hausherr. Heathcliff wird von ihm zum Knecht degradiert.
Heathcliff und Cathy werden älter. Aus dem geschwisterlichen Verhältnis wird allmählich Liebe. Der heimliche Treffpunkt der beiden ist ein von Steinen umgebener einsamer Baum.
Die beiden laufen hinunter ins Tal zum Haus der Lintons. Dort wird Cathy von einem Wachhund angefallen. Die Lintons kümmern sich um das verletzte Mädchen. Der „Zigeunerjunge“ Heathcliff wird zurück nach Wuthering Heights geschickt.

### Das Ende der Kindheit
Cathy verbringt drei Wochen bei den Lintons. Hindley hat Heathcliff den Kontakt mit seiner Schwester verboten, und heimliche Kontakte sind nicht möglich. Heathcliff erfährt zu seiner Beunruhigung, dass Cathy sich bei den Lintons sehr verändert habe.
Als er Cathy nach deren Heimkehr wieder begegnet, ist er verschüchtert durch ihre elegante Aufmachung, sie lacht über sein schmutziges Aussehen. Cathy entschuldigt sich für ihre Reaktion, doch Heathcliff ist sehr verletzt.
Hindley gibt ein Fest auf Wuthering Heights, zu dem die Lintons eingeladen sind. Heathcliff versucht, sich für den Anlass „feinzumachen“, wird aber auf dem Fest sofort von Hindley und Joseph hinausgeworfen und verprügelt.
Cathy kümmert sich um den verletzten Heathcliff und sagt, dass alle Menschen ihre Verpflichtungen hätten, weshalb sie an dem Fest auch ohne ihn teilnehmen musste. Heathcliff fühlt sich durch die offensichtliche Entfremdung weiter gedemütigt.
Hindleys Frau Frances stirbt bei der Geburt des Sohnes Hareton. Hindley kann ihren Tod nicht verkraften und verfällt dem Alkoholismus.
Cathy verbringt zunehmend mehr Zeit mit den Lintons. Heathcliff ist darüber verärgert und fühlt sich vernachlässigt. In einem Streit wirft Cathy Heathcliff vor, dass seine Gesellschaft im Vergleich zu den Unterhaltungen mit Edgar Linton zu langweilig sei.

### Der Bruch
Edgar macht Cathy einen Heiratsantrag, den sie annimmt. Am Abend erzählt sie Nelly von ihren Heiratsplänen und merkt nicht, dass Heathcliff in einer Ecke der Küche sitzt und lauscht. Auf Nellys Frage, warum Cathy Edgar heiraten wolle, antwortet Cathy, dass sie das feine Leben der Lintons anziehend fände und dass es zudem eine gesellschaftliche Unmöglichkeit, eine „Demütigung“, wäre, Heathcliff zu heiraten. An diesem Punkt verlässt Heathcliff leise das Haus. Cathy spricht weiter und sagt zu Nelly, dass sie Heathcliff dennoch mehr liebe als Edgar, da sie sich mit ihm zutiefst verbunden fühle.
Später stellen Nelly und Cathy fest, dass Heathcliff verschwunden ist. Cathy ist traurig, verzweifelt. Edgar und Cathy heiraten und leben fortan auf Thrushcross Grange. Nelly begleitet Cathy und wird Hausdame auf der Grange.

### Heathcliff kehrt zurück
Das Familienleben der Lintons ist ruhig und friedlich. Eines Abends steht ein Fremder vor der Haustür. Es ist Heathcliff. Cathy ist über das Wiedersehen freudig erschrocken. Edgar empfängt ihn zwar höflich und kühl und erinnert Cathy aber daran, dass Heathcliff nur ein entlaufener Knecht ist. Heathcliff hat sich in den zwei Jahren jedoch sehr verändert: er sieht jetzt elegant und wohlhabend aus.
Edgar stellt ein paar höfliche Fragen, auf die Heathcliff mit demonstrativer Gleichgültigkeit antwortet, ohne auf den Sinn der Fragen näher einzugehen, während seine Schwester offensichtlich von dem Fremden fasziniert ist.
Beiläufig erzählt er, dass er die Schuldscheine des durch Alkohol und Glücksspiel völlig überschuldeten Hindley aufgekauft hat und jetzt der Hausherr von Wuthering Heights ist. Er sieht das Haus nach wie vor als Heim für sich und Cathy an. Er wirbt unverhohlen um sie, obwohl sie jetzt verheiratet ist.
Cathy macht ihm jedoch klar, dass sie zu Edgar steht und Heathcliff nur ein Freund für sie sein kann. Diese Zurückweisung bestärkt Heathcliff in seiner Rache, die er für die jahrelangen Demütigungen durch Hindley nehmen will.

### Cathys Tod
Cathy warnt ihre Schwägerin Isabella vergeblich vor Heathcliffs Rohheit und Unberechenbarkeit, und obwohl Heathcliff ihr offen erklärt, dass er sie nur wegen ihres Vermögens heiraten wird, verlobt sie sich heimlich mit ihm.
Cathy streitet sich mit Edgar, der Heathcliffs Besuche verbieten will. Es kommt zu einem Schlagabtausch zwischen Heathcliff und Edgar, bei dem Heathcliff verletzt wird. Cathy kann gerade noch verhindern, dass Heathcliff Edgar mit einem Schürhaken verprügelt. Der Streit führt zum Bruch zwischen Edgar und Cathy. In der Nacht verlässt Isabella mit Heathcliff die Grange, um ihn zu heiraten.
Cathy, die ein Kind erwartet, wird krank und sieht in ihren Fieberträumen Heathcliff vor sich. Als Nelly die Nachricht von der Geburt Catherines an Isabella überbringt, trifft sie auf eine verwahrloste Isabella, die offensichtlich von Heathcliff misshandelt wurde. Als Heathcliff hört, dass Cathy erkrankt ist, verlangt er von Nelly, dass sie ihm einen Besuch auf der Grange ermöglicht. Heathcliff nimmt Cathy in die Arme, doch sie gibt ihm die Schuld an ihrer Krankheit, was ihn in Verzweiflung stürzt.

### Die zweite Generation
An Cathys Totenbett verflucht Heathcliff ihre Seele, auf dass sie keine Ruhe finden und ihn fortan verfolgen solle. Er will lieber von einem Geist besessen als einsam sein. Dies ist der Beginn von Heathcliffs Wahnsinn.
Hindley stirbt schließlich an seiner Trunksucht. Den Sohn Hareton nimmt Heathcliff in Pflege und behandelt ihn so übel, wie er selbst jahrelang von Hindley behandelt wurde.
18 Jahre später. Isabella ist inzwischen gestorben und Catherine ist, isoliert von der Nachbarschaft, auf der Grange aufgewachsen. Weder von ihrem Vater noch von den Bediensteten erfährt sie etwas von den Geschehnissen der Vergangenheit. Eines Tages trifft sie, die ihrer Mutter sehr ähnlich sieht, auf einem Spaziergang auf Heathcliff. Er nimmt sie mit nach Wuthering Heights und stellt ihr seinen Sohn Linton vor. Linton ist ein kränklicher, blasser Junge. Catherine mag ihren Cousin Hareton, obwohl sich Linton über den ungeschliffenen Cousin, der wie ein Knecht schuften muss und noch nicht einmal lesen kann, lustig macht.
Catherine fragt ihren Vater Edgar, warum er ihr nie etwas von Wuthering Heights erzählt hat. Edgar, der inzwischen krank und schwach geworden ist, warnt sie vor Heathcliff, der versuchen werde, sie um ihr Erbe Wuthering Heights zu bringen.
Heathcliff hat den Plan, Linton mit Catherine vor Edgars Tod zu verheiraten. Er lockt Catherine nach Wuthering Heights, sperrt sie ein und will sie erst freilassen, wenn sie Linton heiratet. Hareton wagt es aus Furcht vor Heathcliff nicht, ihr zu helfen. Catherine willigt schließlich in die Heirat ein. Nach der Trauung durch den eilig herbeigerufenen Pfarrer darf Catherine den Hof verlassen. Am Sterbebett des Vaters behauptet sie glücklich zu sein, damit ihr Vater in Frieden sterben kann.

### Auf Wuthering Heights
Nach der Beisetzung Edgars schaufelt Heathcliff wie ein Wahnsinniger Cathys Grab frei und bricht ihren Sarg auf, um ihr Gesicht noch einmal zu sehen.
Das Gut Thrushcross Grange vermietet er an Lockwood, und Catherine bringt er nach Wuthering Heights, das, nachdem auch Linton gestorben ist, nun endlich in seinen Besitz übergegangen ist. Catherine macht Hareton Vorwürfe, weil er ihr nicht geholfen hat, als sie eingesperrt war. Nelly arbeitet wieder auf Wuthering Heights. Sie ermutigt Catherine, sich mit Hareton anzufreunden, und Catherine bringt ihm Lesen und Schreiben bei.
Als Heathcliff und Catherine eines Abends in Streit geraten über einen kleinen Garten, den Catherine anlegen will, versucht sie, Hareton auf ihre Seite zu ziehen. Hareton hält sich jedoch aus dem Streit heraus und erklärt ihr, dass Heathcliff wie ein Vater für ihn sei. In der Folge vermeidet Catherine Auseinandersetzungen mit dem Schwiegervater. Heathcliff verfällt mehr und mehr seinen Wahnvorstellungen und versucht, ihn von den jungen Leuten fernzuhalten. An einem stürmischen Abend steht Lockwood vor der Tür und bittet um eine Unterkunft für die Nacht. Er wird in einem verstaubten, kalten Zimmer im Obergeschoss untergebracht, schreckt aus dem Schlaf auf, sieht eine geisterhafte Erscheinung vor sich und rennt verstört die Treppe hinunter. Heathcliff stürmt hinauf in das Zimmer und sieht Cathys Geist vor sich.
Am folgenden Morgen findet Nelly Heathcliff tot in dem Bett. Sein Gesicht sieht entspannt und glücklich aus. Nach Heathcliffs Tod werden Hareton und Catherine ein Liebespaar.

## Schauplätze
- „Wuthering Heights“, der Gutshof der Familie Earnshaw in den rauen Hochmooren von Yorkshire
- „Thrushcross Grange“, der feudale Sitz der Familie Linton in einem klimatisch milderen Tal [Broughton Hall in der Nähe von Skipton].
- Ein Solitärbaum inmitten einer Steinformation, der Lieblingsplatz von Cathy und Heathcliff.
- Die genannten Drehorte liegen in North Yorkshire, dem tatsächlichen Handlungsort des Romans.

## Rezeption
Der Film, der von der Kritik durchweg negativ aufgenommen wurde, floppte in Großbritannien und den USA an den Kinokassen. Von der professionellen Kritik wurde er mehr oder weniger ignoriert, bei Rotten Tomatoes erreichte er eine Quote von 25 % bei insgesamt nur zwölf gesammelten Stimmen, und Daily Variety vom 6. Oktober 1992 nannte den Film einen „Christmas Turkey“ (eine Weihnachtspleite).
Adam Mars Jones, der Kritiker des Independent, zieht wie fast alle seine Kollegen einen Vergleich zu William Wylers Fassung von 1939, der zu Ungunsten von Kosminskys Film ausfällt. Kosminsky gelinge es nicht, das Gothic-Flair des Romans auf die Leinwand zu bringen. Ursachen sieht er in einem verpatzten Drehbuch, der unfreiwilligen Komik in der Performance der Erzählerin und gewissen Peinlichkeiten in den Übertreibungen, wenn das stürmische Wetter allzu platt zum Gefühlssturm der Beteiligten in Bezug gesetzt werde. Das Positive an dem Film sieht er darin, dass Kosminsky die ganze Geschichte erzählt und den Film nicht mit dem Tod der Protagonistin enden lässt. Allerdings werde durch Anne Devlins Drehbuch deutlich, dass Brontës Roman der generelle Prototyp für alle jemals entstandenen Seifenopern sei.
Cathy Young vom Weekly Standard hält den Film allein wegen der Leistung von Ralph Fiennes durchaus für sehenswert, hält aber Juliette Binoche für eine Fehlbesetzung und zwar in beiden Rollen, die sie verkörpert.
Auch Variety vergleicht wie die meisten Kritiker die als vorbildlich gewertete Interpretation der Hauptfiguren durch Merle Oberon und Laurence Olivier in dem Klassiker von 1939 mit Kosminskys Film. Auch Variety hält Binoche in beiden Rollen für eine Fehlbesetzung, besonders negativ auffallend in der Rolle als Tochter von Cathy, während Fiennes, bei dem es sich nach A Dangerous Man um seine zweite Rolle überhaupt in einem Film handelt, seine Fähigkeiten, komplizierte und dämonische Charaktere darzustellen, durchaus ausspiele, sobald ihm das Drehbuch nur die Gelegenheit gebe.
Steven Spielberg allerdings erkannte Fiennes’ schauspielerisches Potential und lud ihn zum Casting für Schindlers Liste ein. Er bot ihm, der in den USA und in Großbritannien als Filmschauspieler völlig unbekannt war, die Rolle des Amon Göth an, nachdem er den ersten Take von insgesamt drei gesehen hatte. Die Rolle brachte Fiennes eine Oscar-Nominierung ein und machte ihn schlagartig berühmt. Spielberg sagte in einem Interview: „Fiennes war absolut brillant […] In seinen Augen sah ich sexuell Böses[…] es gab Momente von Güte, die über seine Augen huschten und im gleichen Augenblick in Kälte erstarrten“.